# DC Talk
DC Talk (estilizado como dc Talk) es un trío de música cristiana de rap y rock. El grupo se formó en Liberty University en Lynchburg, Virginia en 1987 por Toby McKeehan, Michael Tait y Kevin Max Smith. Lanzaron cinco álbumes de estudio importantes juntos: DC Talk (1989), Nu Thang (1990), Free at Last (1992), Jesus Freak (1995) y Supernatural (1998). En 2002, la Enciclopedia de Música Cristiana Contemporánea calificó a DC Talk como "el acontecer cristiano más popular de todos los tiempos".
En 2001, el grupo lanzó un EP, Solo, que contenía dos canciones en solitario de cada miembro. El disco marco la pausa indefinida del grupo y los tres miembros de la banda han llevado carreras en solitario y dos se han unido a otros grupos. Tocaron y grabaron canciones individuales juntas varias veces durante la década de 2000, aunque el grupo nunca se reunió o disolvió oficialmente.
El estilo musical del grupo evolucionó significativamente a lo largo de su carrera. Sus dos primeros lanzamientos, DC Talk y Nu Thang, fueron predominantemente hip hop. Su tercer álbum, Free at Last, también se influyó principalmente en el hip hop, mientras que la música del grupo comenzó a incorporar rock y otras influencias. Los dos últimos álbumes del trío, Jesus Freak y Supernatural, fueron predominantemente pop rock. Aunque el grupo ha lanzado continuamente discos de aniversario y de recopilaciones, actualmente están en pausa y no se han hecho anuncios de nuevos álbumes. En 2017, la banda se reunió para un crucero y lo hizo nuevamente en 2019.

## Historia

### Formación
Mientras asistía a la Universidad Liberty, Toby McKeehan conoció a Michael Tait y los dos comenzaron a actuar juntos. Tait había aparecido anteriormente en The Old Time Gospel Hour de Jerry Falwell y con los Falwell Singers. También actuó en solitario, lo que TobyMac describió más tarde como una "especie de música R&B/orientada a la iglesia".
Los dos unieron fuerzas para grabar una canción que McKeehan había escrito, "Heavenbound". Interpretaron la canción ante una audiencia de 8000 estudiantes de Liberty con McKeehan rapeando y Tait cantando el coro. La canción fue bien recibida y vendió las aproximadamente 3000 copias de su cinta de demostración, Christian Rhymes to a Rhythm. La cinta incluía "Heavenbound" y fue distribuida por el grupo en el área de Washington D. C.
Kevin Max Smith procedía de una banda de rock del campus para unirse al grupo. Tait se acercó a Max después de interpretar "Lord of the Harvest" de The Imperials durante una sesión en la capilla. Los dos se hicieron amigos y Max conoció a McKeehan. Los tres se mudaron fuera del campus para vivir juntos.
En 1988, el grupo lanzó de forma independiente su álbum homónimo, un lanzamiento solo en casete. Este álbum sería relanzado por Forefront al año siguiente.
El éxito de la cinta de demostración del grupo finalmente llevó a un contrato de grabación con Forefront Records en enero de 1989. Poco después de la firma del contrato de grabación, el trío se mudó a Nashville, Tennessee, y se llamaron a sí mismos "DC Talk and the One Way Crew". Más tarde, el nombre se simplificó a "DC Talk", que pasó a significar "charla cristiana decente", aunque originalmente "DC" se tomó de Washington, DC, donde Toby McKeehan había estado rapeando anteriormente.

### DC Talk (1989)
Después de firmar el contrato de grabación con ForeFront, el trío lanzó su álbum debut homónimo, DC Talk, en 1989 con Mike Valliere y Vic Mignogna. El video musical de su primer sencillo, "Heavenbound", recibió difusión en la red BET.

### Nu Tang (1990-1992)
Su siguiente lanzamiento de larga duración, Nu Thang, y un EP navideño de tres canciones titulado Yo! ¡Ho! Ho!, ambos fueron lanzados en 1990. Nu Thang tuvo dos sencillos exitosos: "I Luv Rap Music" y "Can I Get a Witness". Además de tratar estrictamente temas cristianos, la banda incorporó canciones que abordaban temas sociales, como el racismo en la canción "Walls" y el aborto en "Children Can Live Without It". El estilo hip hop/pop del álbum atrajo la atención de la banda, ampliando la audiencia del grupo, y en 1991, Nu Thang había vendido 200.000 copias. La banda se convirtió en telonero de Michael W. Smith y recibió un premio Dove. El lanzamiento de su video Rap, Rock, n 'Soul obtuvo una audiencia más amplia para el grupo, siendo certificado oro por video de formato largo.
En 1992, un año después de su lanzamiento, Nu Thang vendió más de 300.000 copias y le dio al trío dos premios Dove más. Además de la creciente atención que el grupo comenzó a recibir, DC Talk apareció en The Arsenio Hall Show ese mismo año. "Nu Thang" finalmente obtuvo la certificación de oro, vendiendo más de 500.000 copias, una hazaña impresionante para un artista cristiano en ese momento.

### Free at Last(1992–1994)
En noviembre de 1992, el grupo lanzó su tercer álbum, Free at Last, que finalmente fue certificado platino por la RIAA en 1995. En 2001, CCM clasificó a "Free at Last" como el noveno mejor álbum de música cristiana. El álbum incluía una versión de la canción de Bill Withers "Lean on Me" y una nueva versión de "Jesus Is Just Alright", originalmente grabada por Art Reynolds Singers. Free at Last se mantuvo en el puesto número 1 en la lista de ventas de Billboard CCM durante 34 semanas y fue el primer álbum de la banda en encabezar la lista de álbumes cristianos. DC Talk se convirtió en uno de los primeros grupos cristianos contemporáneos en actuar en la televisión nocturna [cita requerida] cuando, el 12 de noviembre de 1993, la banda interpretó "Jesus Is Just Alright" en The Tonight Show con Jay Leno. Free at Last también obtuvo el primer premio Grammy del grupo al Mejor Álbum de Rock Góspel en 1994. El éxito del álbum se atribuye a que el grupo se alejó de un sonido estrictamente de rap a una mezcla de hip hop y pop. El álbum también impulsó la filmación de una película documental con el mismo nombre. En 1994, la banda lanzó un sencillo navideño, "We Three Kings", en el álbum "Joyful Christmas".

#### Free at Last: Película
Durante la gira Free at Last, los equipos de cámara siguieron a la banda para filmar un documental. Se planeó que el documental se estrenara como una película teatral, Free at Last: The Movie, y fue muy promocionado en Lightmusic TV, un programa de videos musicales cristianos. Después de meses de avances, se detuvieron abruptamente porque la película no pudo encontrar un distribuidor. Ocho años después de que la película se estrenara en cines, finalmente se estrenó en DVD sin terminar. Algunas de las imágenes utilizadas para la película se mostraron en el video musical de "The Hardway".

### Jesus Freak(1995–1997)
Jesus Freak se lanzó en 1995 y logró las ventas más altas en la primera semana de cualquier lanzamiento cristiano en ese momento, alcanzando el puesto 16 en el Billboard 200. El álbum, que finalmente obtuvo la certificación de doble platino, obtuvo la certificación de oro dentro de los 30 días posteriores a su lanzamiento. Este álbum fue una fusión de estilos musicales, con un sonido más orientado al pop-rock combinado con hip hop.
Jesus Freak marcó un hito en la carrera comercial del grupo, ya que firmaron un contrato con Virgin Records en 1996 para distribuir su música al mercado principal. También le valió a dc Talk su segundo Grammy.
La canción principal también tiene una importancia histórica. Se cree que es el primer vínculo entre el grunge y el rapcore en la música cristiana contemporánea, y fue la primera canción contemporánea no para adultos en ganar el premio Dove a la canción del año. La canción también se reprodujo en algunas estaciones seculares. "Between You and Me" fue un sencillo exitoso, alcanzando el puesto 24 y 29 respectivamente en Billboard's Adult Contemporary y Hot 100 y el puesto 12 en Casey's Top 40, mientras que el video recibió tiempo de transmisión regular en MTV y VH1.
Con el lanzamiento del álbum, el grupo lanzó una gira masiva titulada Freakshow Tour, que llevó al trío por los Estados Unidos, Canadá y Europa. El grupo lanzó un video en vivo titulado Live in Concert: Welcome To The Freak Show que contenía imágenes de la gira. También se lanzó un CD de audio de la banda sonora del video con el mismo título, alcanzando el puesto 109 en el Billboard 200. El CD Welcome to the Freakshow obtuvo la certificación de oro y ganó otro premio Grammy de dc Talk.
El álbum es considerado por muchos como uno de los más grandes e importantes de la música cristiana.

### Sobrenatural (1998-2000)
Supernatural, lanzado en 1998, fue su último álbum de estudio completamente nuevo. Tras su lanzamiento, el álbum superó a Jesus Freak para establecer un nuevo récord de ventas más altas en la primera semana para un lanzamiento cristiano. Debutó en el número 4 de las listas Billboard 200, una hazaña sin precedentes para un álbum de rock cristiano. Supernatural abandonó el estilo hip hop/rap que se encontraba en los lanzamientos anteriores del grupo para conformarse con el sonido pop/rock. El grupo ha declarado en el video de The Supernatural Experience que este álbum fue diferente; fue un esfuerzo de colaboración de los tres miembros. Los sencillos del álbum recibieron una buena cantidad de reproducción de radio en medios de rock moderno, cristiano contemporáneo y alternativo. Luego, el grupo se embarcó en una gira por 60 ciudades de los Estados Unidos titulada The Supernatural Experience. El metraje de la gira se combinó con entrevistas y se lanzó como video de The Supernatural Experience y obtuvo la certificación de oro para video de formato largo.
Además de la gira y la grabación de Supernatural, los miembros del grupo fueron coautores de un libro titulado Jesus Freaks en colaboración con The Voice of the Martyrs en 1999. El libro contiene biografías abreviadas e incidentes en la vida de cristianos famosos y menos conocidos que defendieron su fe. Desde entonces, el grupo ha sido coautor de una serie de otros libros.
En 2000, DC Talk presentó un programa titulado Intermission: A Decade of DC Talk. Luego se lanzó un álbum recopilatorio titulado Intermission: The Greatest Hits, que contiene muchas de sus canciones grabadas previamente, ya sea remezcladas o en sus formatos originales. Se grabaron dos nuevas canciones, "Chance" y "Sugar Coat It", para el álbum. El intermedio alcanzó el puesto 81 en el Billboard 200.

### Éxito continuo (2000-presente)
En 2000, los miembros anunciaron que se tomarían un descanso del grupo para dedicarse a sus trabajos en solitario. Lanzaron Solo: Special Edition EP, que contenía dos canciones nuevas de las aventuras en solitario de cada miembro y una versión en vivo de la canción "40" de U2 interpretada por los tres miembros. El EP alcanzó el puesto 142 en el Billboard 200 y le ganó a DC Talk su cuarto premio Grammy.
Durante su pausa, DC Talk continuó lanzando sencillos juntos esporádicamente, incluido "Let's Roll" (2002), que trataba sobre los ataques del 11 de septiembre. Se han lanzado varios álbumes recopilatorios durante su pausa, incluidas las versiones del décimo aniversario de sus álbumes Free at Last (2002) y Jesus Freak (2006), así como 8 Great Hits (2004), Freaked! (2006), Los primeros años (2006), Grandes éxitos (2007), Back 2 Back Hits (2011). Los tres miembros todavía aparecen con frecuencia en los espectáculos de los demás y hacen covers de canciones de DC Talk. La banda también continuó ayudándose mutuamente en sus respectivas carreras en solitario, incluida "Atmosphere" de tobyMac (2004), una versión de "The Cross" de Kevin Max (2007) y "Love Feels Like" de tobyMac (2015). En 2015, Gotee Records anunció la publicación de Jesus Freak y Supernatural en vinilo.
Los miembros del grupo TobyMac y Michael Tait, con la asistencia de la organización cristiana WallBuilders, colaboraron en dos libros en este período: Under God, publicado en 2004, y Living Under God: Discovering Your Part in God's Plan, publicado en 2005. Ambos libros son colecciones de historias inspiradoras inspiradas en la historia estadounidense con una perspectiva cristiana.
En 2010, el trío actuó con Aaron Shust, Brandon Heath, Matthew West, Natalie Grant, Steven Curtis Chapman, Casting Crowns y algunos otros artistas para servir como coro de apoyo para "Come Together Now", una canción sobre los terremotos de Haití de 2010. Más adelante en el año, Kevin Max admitió que le encantaría hacer más música de DC Talk, pero piensa que "ese tiempo se nos ha pasado...". Luego explicó, "como individuos, somos tan diferentes en nuestros enfoques que podría ser todo un proceso". TobyMac lanzó la canción "Wonderin'" con su álbum Tonight; la canción es "una cálida mirada retrospectiva a DC Talk" para Toby. El 11 de octubre de 2016, el trío se reunió para interpretar "Love Feels Like" en el Allen Arena de Nashville, Tennessee, para la 47.ª edición de los premios GMA Dove.

### Gira de reencuentro
En junio de 2010, Kevin Max tuiteó que estaba tratando de organizar una gira de reunión para "quizás" 2011. En enero de 2011, TobyMac declaró que una gira de reunión probablemente ocurriría "tarde o temprano", pero no en un futuro cercano. En enero de 2014, Tait indicó que le gustaba el sonido de una gira de "20 años después" en 2015, pero tobyMac comentó que "no se está trabajando en nada concreto" debido a los conflictos de agenda.
DC Talk realizó dos conciertos el 13 de julio de 2017 y un tercer espectáculo el 14 de julio de 2017 a bordo del MSC Divina en las Bahamas en el crucero de reunión. El grupo insinuó más reuniones en el futuro.
En junio de 2019, el grupo actuó en un segundo crucero. Michael Tait declaró en una entrevista que DC Talk haría un "crucero por tierra" a partir de 2020.

## Integrantes
- TobyMac
- Kevin Max
- Michael Tait

### Banda
- Jason Halbert – teclados
- Brent Barcus – guitarra
- Erick Cole – guitarra
- Barry Graul – guitarra
- Mark Lee Townsend – guitarra
- Martin Upton – guitarra
- Otto "Sugar Bear" Price – bajo
- Will Denton – batería
- Rick "Mayday" May – batería
- Ric "DJ Form" Robbins – DJ
- Marvin Sims – percusión
- GRITS – coreografía

## Discografía
- 1989: DC Talk.
- 1990: Nu Thang.
- 1992: Free at Last.
- 1995: Jesus Freak.
- 1996: Welcome to the Freak Show.
- 1998: Supernatural.

## Premios y nominaciones

### Grammy Awards

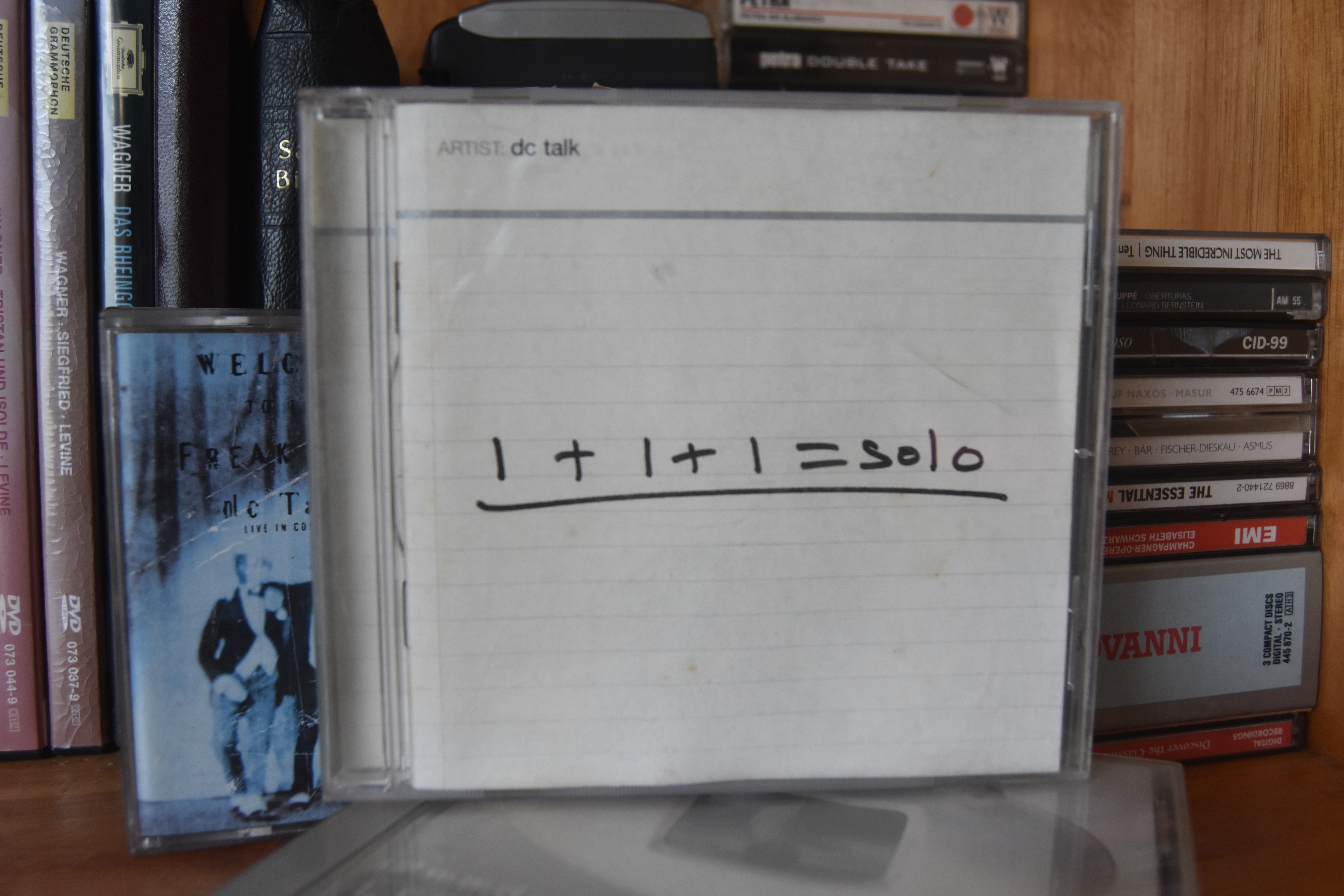
Disco Compacto Solo de DC Talk

| Año  | Obra nominada             | Premio                                              | Resultado |
| ---- | ------------------------- | --------------------------------------------------- | --------- |
| 1992 | Nu Thang                  | Best Rock/Contemporary Gospel Álbum                 | Nominado  |
| 1993 | Free at Last              | Grammy Award for Best Rock Gospel Album             | Ganador   |
| 1996 | Jesus Freak               | Grammy Award for Best Rock Gospel Album             | Ganador   |
| 1997 | Welcome to the Freak Show | Grammy Award for Best Rock Gospel Álbum             | Ganador   |
| 1999 | Supernatural              | Grammy Award for Best Pop/Contemporary Gospel Álbum | Nominado  |
| 2001 | Solo                      | Grammy Award for Best Rock Gospel Álbum             | Ganador   |

### Dove Awards
| Año  | Obra nominada                              | Premio                                     | Resultado |
| ---- | ------------------------------------------ | ------------------------------------------ | --------- |
| 1992 | Rap, Rock, & Soul                          | Long Form Music Video of the Year          | Ganador   |
| 1992 | "I Love Rap Music"                         | Rap/Hip Hop Recorded Song of the Year      | Ganador   |
| 1993 | "Can I Get a Witness"                      | Rap/Hip Hop Recorded Song of the Year      | Ganador   |
| 1994 | "Socially Acceptable"                      | Rap/Hip Hop Recorded Song of the Year      | Ganador   |
| 1994 | "Jesus is Just Alright"                    | Rock Recorded Song of the Year             | Ganador   |
| 1994 | "Luv is a Verb"                            | Rap/Hip Hop Recorded Song of the Year      | Ganador   |
| 1996 | DC Talk                                    | Artista del año                            | Ganador   |
| 1996 | "Jesus Freak"                              | Canción del año                            | Ganador   |
| 1996 | "Jesus Freak"                              | Rock Recorded Song of the Year             | Ganador   |
| 1997 | "Between You and Me"                       | Pop/Contemporary Recorded Song of the Year | Ganador   |
| 1997 | Jesus Freak                                | Rock Album of the Year                     | Ganador   |
| 1997 | "Like It, Love It, Need It"                | Rock Recorded Song of the Year             | Ganador   |
| 1997 | "Jesus Freak"                              | Short Form Music Video of the Year         | Ganador   |
| 1998 | "Colored People"                           | Short Form Music Video of the Year         | Ganador   |
| 1999 | DC Talk                                    | Grupo del año                              | Nominado  |
| 1999 | DC Talk                                    | Artista del año                            | Nominado  |
| 1999 | "My Friend (So Long)"                      | Rock Recorded Song of the Year             | Nominado  |
| 1999 | Supernatural                               | Pop/Contemporary Album of the Year         | Nominado  |
| 2000 | The Supernatural Experience                | Long Form Music Video of the Year          | Ganador   |
| 2001 | "Dive"                                     | Alternative/Modern Rock Song               | Ganador   |
| 2004 | Free at Last: The Movie (10th Anniversary) | Long Form Music Video of the Year          | Nominado  |